# 노무현 대통령 탄핵소추
노무현 대통령 탄핵소추는 2004년 3월 12일에 국회에서 노무현의 '정치적 중립성'을 이유로 여당인 열린우리당이 반발하는 가운데 새천년민주당과 한나라당, 자유민주연합의 주도하에 찬성 193표, 반대 2표로 대통령을 대상으로 탄핵 소추안을 통과시킨 사건을 말한다. 이때 노무현의 직무가 정지되고 고건 국무총리가 대통령의 권한을 대행했다. 그러나 같은 해 5월 14일 헌법재판소가 탄핵소추안을 기각하면서 노무현은 탄핵 소추 69일 만에 다시 대통령 직무에 복귀하였다.

## 원인 및 경과
2004년 3월 12일에 국회는 찬성 193표, 반대 2표로 대통령(노무현) 탄핵소추안을 통과시켰다. 새천년민주당이 탄핵소추안을 제출하고 한나라당과 자유민주연합이 이에 동조하였으며, 박관용 국회의장이 경호권을 발동하여 열린우리당 의원들이 반발하는 가운데 소추안에 대한 투표가 이루어졌다. 그 결과, 노무현 대통령의 대통령 직무는 정지되고 고건 국무총리가 대통령 권한을 대행했다. 이는 대한민국에서 최초로 이뤄진 탄핵소추안 가결이었다. 탄핵 소추안 통과는 그 타당성에 대한 전국적인 논쟁을 불러일으켰으며, 20% 정도의 국민이 탄핵소추안 통과에 반대한다는 여론 조사 결과도 발표되었다. KBS, MBC, SBS 등 여러 방송사들은 탄핵 투표 당시 국회의 혼란과 여당인 열린우리당 의원들이 분노하는 모습을 여러차례 방영하였다.한편 전국에서는 많은 국민들이 모여 광화문 일대 등에서 탄핵 반대 촛불 시위를 벌였다.
2004년 5월 14일에 헌법재판소가 탄핵 심판에서 기각 결정을 함으로써 노무현 대통령은 다시 대통령 직무에 복귀했다. 탄핵 소추안의 심리가 진행되는 동안, 헌재 앞에서는 탄핵을 지지하는 국민들의 집회가 열렸고, 반대편에서는 탄핵을 반대하는 국민들이 모여 탄핵 반대 촛불 집회를 하며 지속적으로 충돌을 빚었다.

### 과정
| 대한민국 국회 대통령(노무현) 탄핵소추안  | 대한민국 국회 대통령(노무현) 탄핵소추안  |
| 재적 271명 중 2/3 이상인 181명 동의 필요 | 재적 271명 중 2/3 이상인 181명 동의 필요 |
| 선택                                     | 득표                                     |
| ---------------------------------------- | ---------------------------------------- |
| 가                                       | 193 / 271                                |
| 부                                       | 2 / 271                                  |
| 기권                                     | 0 / 271                                  |
| 무효                                     | 0 / 271                                  |
|                                          |                                          |
| 미투표                                   | 76 / 271                                 |

- 2004년 2월 18일 : 노무현은 경인지역 6개 언론사와 가진 합동회견에서 "개헌저지선까지 무너지면 그 뒤에 어떤 일이 생길지는 나도 정말 말씀드릴 수가 없다."라고 발언하여 특정정당 지지를 유도한다는 논란을 일으켰다.
- 2004년 2월 24일 : 방송기자클럽 초청 대통령기자회견에서 "국민들이 총선에서 열린우리당을 압도적으로 지지해줄 것을 기대한다"는 발언과 "대통령이 뭘 잘해서 열린우리당이 표를 얻을 수만 있다면 합법적인 모든 것을 다하고 싶다."라고 발언하였고 이로 인해 대통령이 선거중립의무를 위반했다는 논란에 휩싸였다.
- 2004년 3월 3일 : 중앙선거관리위원회는 노무현 대통령에게 공직선거및선거부정방지법을 위반했다고 결론을 내리고 중립의무 준수를 요청했다.
- 2004년 3월 4일 : 하지만 노무현 대통령은 선관위의 결정에 납득할 수 없다고 밝혔다.
- 2004년 3월 5일 : 새천년민주당은 노무현 대통령의 이런 발언에 긴급의원총회를 소집했다. 이 자리에서 대통령의 선거법 위반 및 측근비리 등 대해 사과하고 재발방지를 약속하지 않으면 탄핵을 발의하겠다고 선언했다. 또한 같은 야당인 한나라당과 자유민주연합에 탄핵안에 협조해줄 것을 요청했다.
- 2004년 3월 6일 : 청와대는 부당한 정치적 정략적인 압력이라며 사과를 거부했다.
- 2004년 3월 9일 : 한나라당 의원 108명, 새천년민주당 의원 51명이 서명한 대통령(노무현) 탄핵소추안이 발의되었다. 자유민주연합은 동의하지 않았지만 재차 대통령의 사과를 요구했다.
- 2004년 3월 10일 : 탄핵안을 처리하려는 한나라당, 새천년민주당 국회의원과 탄핵안을 반대하는 열린우리당 국회의원이 의사당 내에서 대치했고 탄핵안 1차 처리에 실패한다.
- 2004년 3월 11일 : 노무현은 특별 기자 회견을 열고 사과요구를 거부하며 남상국 대우건설 사장이 노건평에게 3000만원을 건넸다는 의혹에 대해 "좋은 학교 나오시고 크게 성공한 분들이 시골에 있는 사람에게 가서 머리 조아리고 돈 주고 하는 일이 없었으면 좋겠다."고 언급했다. 이후 남상국은 서울 한남대교 밑에서 투신자살을 했고, 이에 탄핵에 반대하던 자유민주연합이 자유투표로 당론을 선회하면서 탄핵안 가결이 급진전된다.
- 2004년 3월 12일 : 오전 11시 3분에 열린우리당 의원들이 의회단상을 점거하고 저항했지만, 국회 경호권 발동으로 이를 막고 국회(임시회) 제 2차 본회의를 개회하였다. 한나라당, 새천년민주당, 자유민주연합 소속 의원 등 총 195명이 투표를 실시하였으며, 투표 결과 가 193표, 부 2표로 탄핵안이 가결되었다. 오후 3시, 소추결의서 정본이 헌법재판소에 송달되었다. 당시 노무현 대통령은 창원의 로템사를 방문 중이었고,[7]탄핵소추안이 통과되었다는 소식을 전해 듣고는 "지금 이 과정은 새로운 발전과 도약을 위한 진통이라고 생각하며 그저 괴롭기만 한 소모적 진통은 아닐 것"이라고 말했으며, 이날 열린 해군사관학교 졸업식에도 참석하여 "마지막일지 모르겠는데 내년에 다시 왔으면 좋겠다."고 말하였다.[8]
- 2004년 3월 30일: 헌재, 1차 변론
- 2004년 4월 2일: 헌재, 2차 변론. 양측 절차적 정당성과 부당성을 각기 주장함. 소추위원 측, 노무현 대통령 등 29명 증인 신청
- 2004년 4월 9일: 헌재, 3차 변론. 신청 받은 29명 증인 가운데 4명 채택, 19명 기각, 6명 보류(노무현 대통령 포함)
- 2004년 4월 15일: 17대 총선에서 집권여당 열린우리당 압승, 한나라당, 새천년민주당, 자유민주연합 대참패
- 2004년 4월 20일: 헌재, 4차 변론. 최도술(전 청와대 총무비서관), 안희정(새천년민주당 노무현 대선 후보실 정무팀장) 증인신문 진행
- 2004년 4월 23일: 헌재, 5차 변론. 여택수(전 대통령 제1부속실 행정관) 증인신문. 증인으로 소환된 신동인 롯데쇼핑 사장은 입원을 이유로 출석하지 않음
- 2004년 4월 27일: 6차 변론
- 2004년 4월 30일: 7차 최후 변론
- 2004년 5월 14일: 오전 10시에 헌법재판소는 탄핵 심판을 기각하기로 결정했었다.

## 여론 및 탄핵 역풍

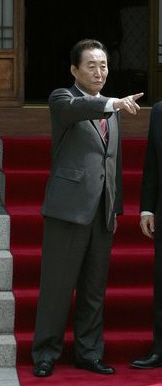
고건 당시 국무총리

탄핵안이 발의된 3월 9일 실시된 여론조사 결과 탄핵반대는 65.2% 찬성은 30.9%였지만 노대통령이 사과해야 한다는 의견은 60.6%, 사과가 필요없다는 의견은 30.1%로 엇갈렸다.
국회는 탄핵소추 사유에서 '노 대통령은 국가원수로서의 본분을 망각하고 특정 정당을 위한 불법 선거운동을 계속해 왔고, 본인과 측근들의 권력형 부정부패로 국정을 정상적으로 수행할 수 없는 국가적 위기 상황을 초래했으며, 국민경제를 파탄시켰다.'라고 밝혔다.
많은 국민이 당시 탄핵에 반발한 이른바 탄핵 역풍에 힙입어, 2004년 4월 15일에 열린 제17대 총선에서 사실상의 여당인 열린우리당은 152석이라는 국회 과반수를 획득했다. 민주화 이후, 역대 국회의원 선거에서 여당이 최초로 원내 과반을 차지하였다. 탄핵을 주도했던 새천년민주당은 9석의 소수 정당으로 전락했고 민주노동당에게도 밀려 제4당으로 내려앉게 되었다. 야당 내 탄핵을 주도한 정치인들은 대부분 정계에서 은퇴하였다.
대통령 노무현 탄핵소추안 가결 때 선봉자 역할을 한 '탄핵 5인방'이라 불리는 박관용 국회의장, 한나라당 최병렬 대표, 홍사덕 총무, 새천년민주당 조순형 대표와 유용태 원내총무는 정계에서 물러났다. 총선 때 유권자의 마음을 사로잡기 위해 삼보일배를 한 새천년민주당 추미애 선대위원장도 총선에서 낙마하고 유학길에 올라야 했다. 3김 가운데 자유민주연합의 김종필 총재도 총선에서 고배를 마셨다. 그러나 추미애, 조순형과 친박연대로 복귀한 홍사덕은 차기 보궐선거와 총선에서 다시 당선되며 정계에 복귀에 성공했으며 이를 근거로 탄핵에 대한 국민의 재평가가 내려졌다고 주장하기도 했다. 민주당은 조 전 대표의 당선으로 '탄핵 주역'이라는 멍에를 벗었다고 자평했다.
탄핵 반대 촛불시위에서 1명은 자살했고 1명은 분신하여 부상을 입었다.

## 심판
2004년 3월 12일 국회를 통과한 대통령(노무현) 탄핵소추안에 대해 헌법재판소는 대한민국 유사이래 처음으로 현직 대통령에 대한 탄핵소추안 심판을 시작했다. 소추위원 측과 피청구인 측 변호사, 그리고 그들이 요청한 증인들을 출석시켜 모두 7차례 변론을 진행하였다. 2004년 5월 14일 헌법재판소는 대통령이 헌법과 법률을 일부 위반했으나 그 위반 정도가 탄핵의 사유가 될 정도로 중대하지는 않다고 판단하고 소추안에 대해 기각 판결을 내렸다.
여당을 지지하는 발언은 공직선거법상 공무원의 정치적 중립의무를 위반했으며 대한민국 선거법을 폄하한 것과 국민투표를 언급한 것은 각각 헌법을 위반한 것이다. 그러나 노무현은 자유 민주적 기본 질서를 수동적 그리고 소극적으로 위반하는데 그치고 있어 탄핵을 기각한다.

| 행위                 | 조항                        | 결과 |
| -------------------- | --------------------------- | ---- |
| 열린우리당 지지      | 공무원의 정치적 중립의무    | 위반 |
| 열린우리당 지지      | 지위를 이용한 선거운동 금지 | 없음 |
| 대한민국 선거법 폄하 | 헌법준수 의무               | 위반 |
| 국민투표 언급        | 헌법준수 의무               | 위반 |
| 국회 비하            | 헌법준수 의무               | 없음 |

## 평가
다수당에 대해 대통령이 정치적 편향성을 보임으로써 이번 사태를 초래했다 등 다양하다. 이 사태는 여.야가 합의점을 찾지못하고 국민을 볼모로 잡고 정치게임을 벌였다며 정치불안과 국내 경제계의 충격과 국가 대외신인도 하락, 그에 따른 경제위기 등 파장이 우려된다는 의견도 있었다.

## 기타
- 노무현은 국회에서 탄핵소추안이 통과하던 3월 12일 경남 창원 ㈜로템 공장을 방문 중이었다. 노 대통령은 탄핵 소식을 접한 뒤 "오늘 저녁까지는 괜찮다"며 해군사관학교 졸업식에 참석하는 등 예정된 일정을 차질없이 소화했다. 대통령 권한이 정지된 상태에서 귀경한 노 대통령은 곧바로 국무위원 간담회를 갖고, "폭넓은 지식과 정보를 습득하는데 시간을 잘 활용하겠다"며 향후 활동범위를 스스로 규정했다. 탄핵심판이 최종 기각된 후, 청와대는 보도자료를 통해 노 대통령의 지난 64일을 "탄핵기간은 노 대통령에게 역사를 성찰하고 자아를 재충전하며 국정을 되돌아보는 소중한 학습의 시간이었다"고 밝혔다.[13] 노무현은 헌재 심판 후 즉시 대통령직에 복귀했다.

- 2004년 5월 13일, 조선일보에서 탄핵 심판의 소수 의견을 공개하기로 했다는 오보를 냈다.[14][15]

- 2004년 5월 14일 선고 당일, KBS 1TV, MBC, SBS 등의 지상파 3사 및 YTN 등이 심판과정을 생중계 했다.[16]

- 한나라당 장광근 의원은 ‘손석희의 시선집중’을 통해 “탄핵안 가결은 지지세력을 결집시키기 위한 노무현 대통령의 정략이다. 탄핵을 기다리며 버티기하고 있었던 것이다.”이라고 주장했다.[17]

- 사건 당시 대한민국 헌법재판소법에서는 위헌심판결정, 권한쟁의심판, 헌법소원에 대해 소수의견을 공개하도록 규정하고 있어서 탄핵심판과 정당해산심판에는 소수의견을 공개한다는 규정이 없었다. 사건 이후 탄핵심판과 정당해산심판의 소수의견도 공개하도록 개정되었다.

- 소수의견 내용과 각각 의견에 찬성한 헌법재판관 명단이 헌재에 공개되었다.[18]

## 같이 보기
- 대한민국 제16대 대통령 선거
- 대한민국 제17대 국회의원 선거
- 노무현 정부
- 노무현
- 박근혜
- 문재인
- 김기춘
- 정세균
- 추미애
- 열린우리당
- 한나라당
- 새천년민주당
- 자유민주연합
- 박근혜 대통령 탄핵
- 윤석열 대통령 탄핵